# Mort de Samuel Luiz
La mort de Samuel Luiz est l'homicide d'un homme gay espagnol passé à tabac, survenu le 3 juillet 2021 à La Corogne en Galice.

## Faits
Âgé de 24 ans, Samuel Luiz était un aide-soignant, actif dans un foyer gériatrique de l'association caritative philanthropique du Père Rubinos. Il portait la double nationalité espagnole et brésilienne.
La nuit du vendredi 2 au samedi 3 juillet 2021, Samuel Luiz sort avec trois amies au restaurant, puis en boîte de nuit à la discothèque El Andén, située sur la plage de Razior (en espagnol : playa de Riazor).

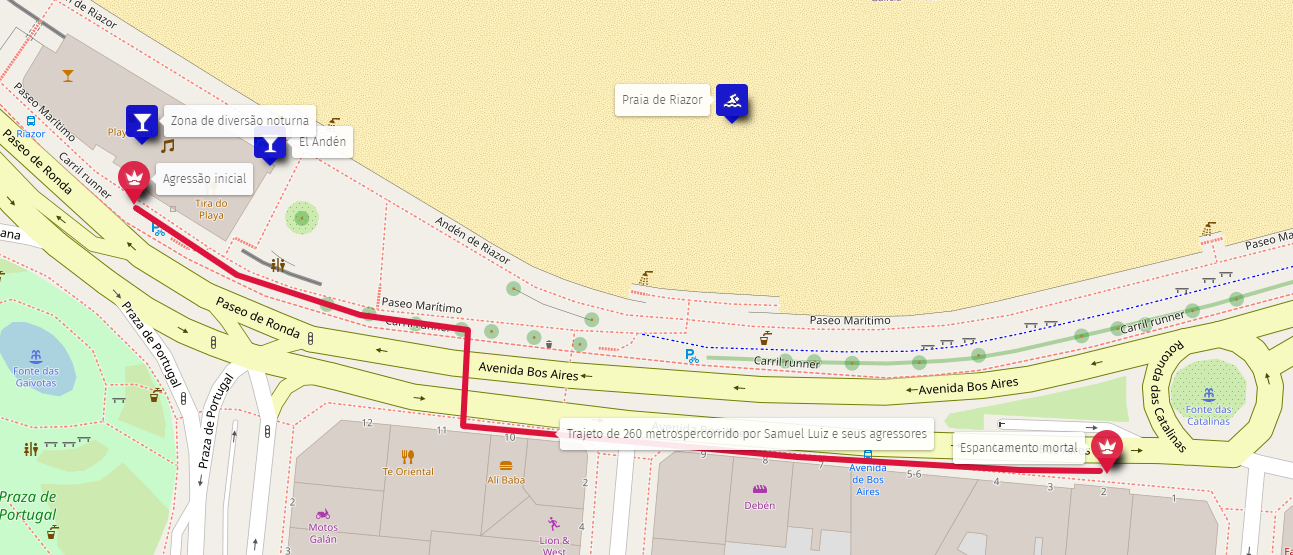
Reconstitution du trajet de l'agression.

D'après les images de vidéosurveillance et le témoignage d'une amie, il sort dans la rue avec une de ses amies peu avant 3 h du matin. Il passe un appel vidéo à une autre amie lorsqu'un passant, manifestement ivre et se croyant filmé, lui ordonne d'arrêter et l'insulte de « maricón » (pédé). D'après son amie, Samuel Luiz répond « Pourquoi pédé ? » et reçoit un coup de poing en plein visage.
Son amie s'éloigne pour reprendre son téléphone portable tombé à terre, qu'elle ne retrouve pas. D'après la vidéosurveillance, lorsqu'elle revient vers Samuel Luiz, il est à terre et entouré par une dizaine de personnes qui le frappent à coups de pied et de poings. D'après les enquêteurs, l'agression se poursuit sur un trajet de plus de 150 m. Samuel Luiz tente de s'échapper, tombe et se relève à trois reprises, puis parvient à traverser la rue. Il est rattrapé et frappé de nouveau. Les enquêteurs affirment que la foule présente, sans participer aux violences physiques, encourage les agresseurs.
Pris en charge par les secours, Samuel Luiz souffre de multiples fractures et d'un traumatisme crânien. Il meurt peu après son arrivée à l'hôpital.

## Enquête
Après avoir entendu une quinzaine de personnes, la police arrête le 6 juillet 2021 trois suspects, une femme et deux hommes, dont le premier agresseur. Ils sont âgés de 20 à 25 ans. Trois autres personnes sont arrêtées dans les jours qui suivent. Au total, cinq personnes sont placés en détention provisoire ou en centre pour mineurs. D'après la police, aucune d'entre elles ne connaissait la victime avant les faits,.
D'après les médias, les premiers résultats de l'autopsie indiquent que Samuel Luiz est mort d'un traumatisme crânien causé par un coup de pied à la tête. Les enquêteurs estiment que six à dix personnes sont responsables des coups mortels. Ils ne privilégient pas la piste de l'homophobie mais gardent « toutes les hypothèses » ouvertes.

## Réactions
Quelques jours après la fin de la célébration de la Semaine des fiertés, une dizaine de manifestations sont organisées dans le pays dès le 5 juillet 2021 à l'appel de collectifs LGBT, qui dénoncent un « crime homophobe ». Elles réunissent un total de plusieurs milliers de personnes, qui sont réprimées à Madrid par les autorités,. Le meurtre secoue l'Espagne .

Rassemblements en Espagne le 5 juillet 2021.
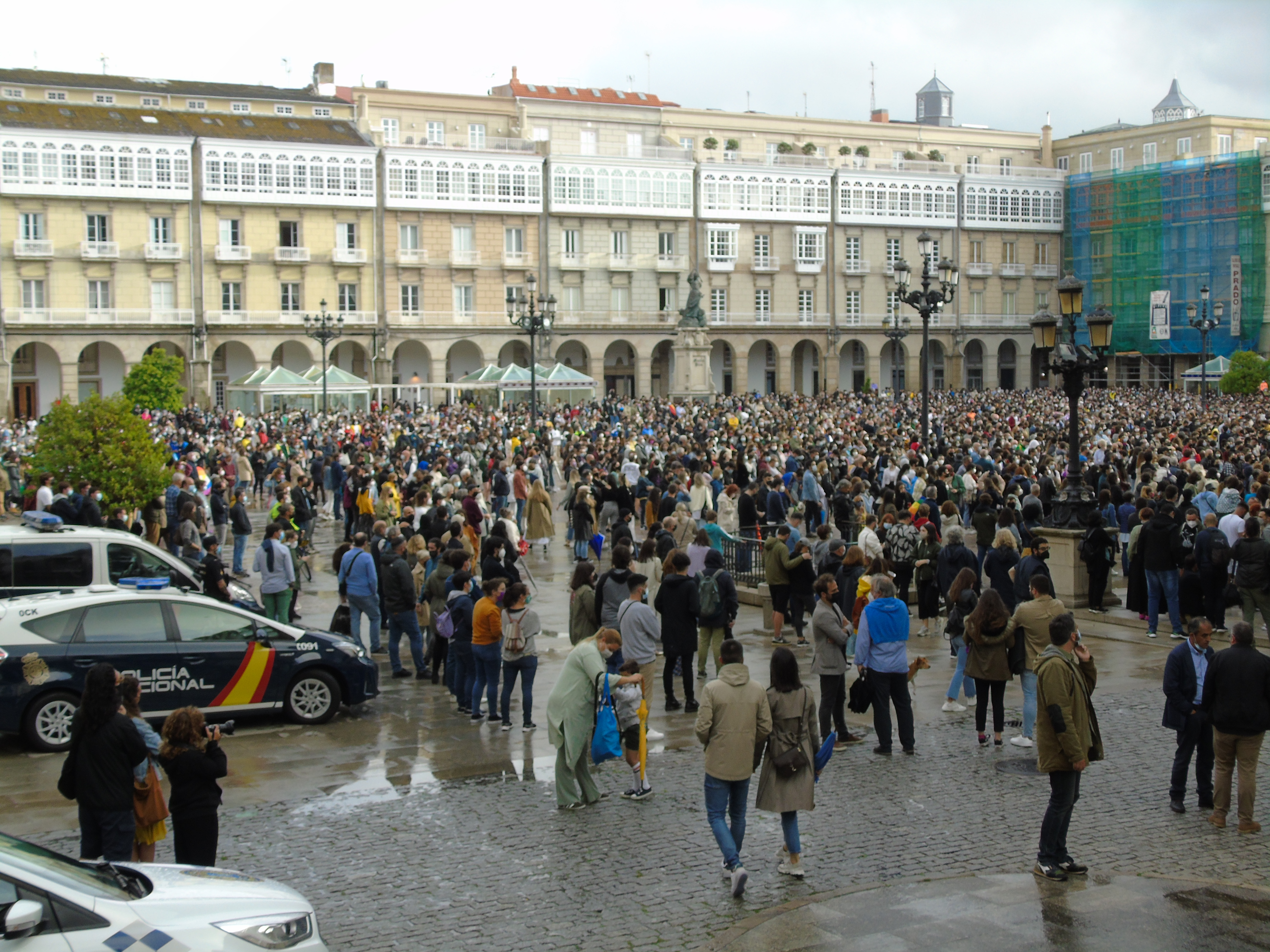
La Corogne (Galice).
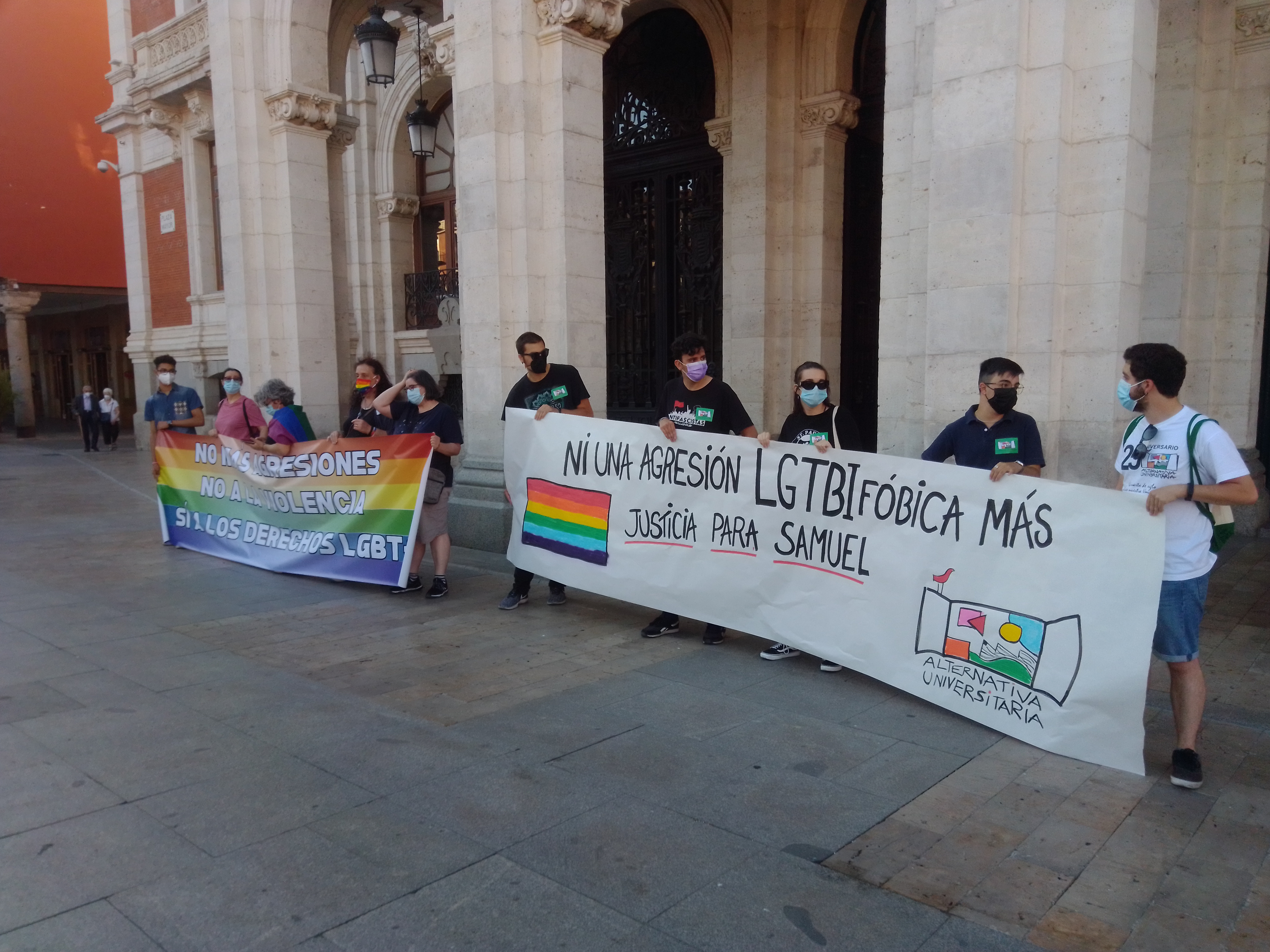
Valladolid (Castille-et-León).
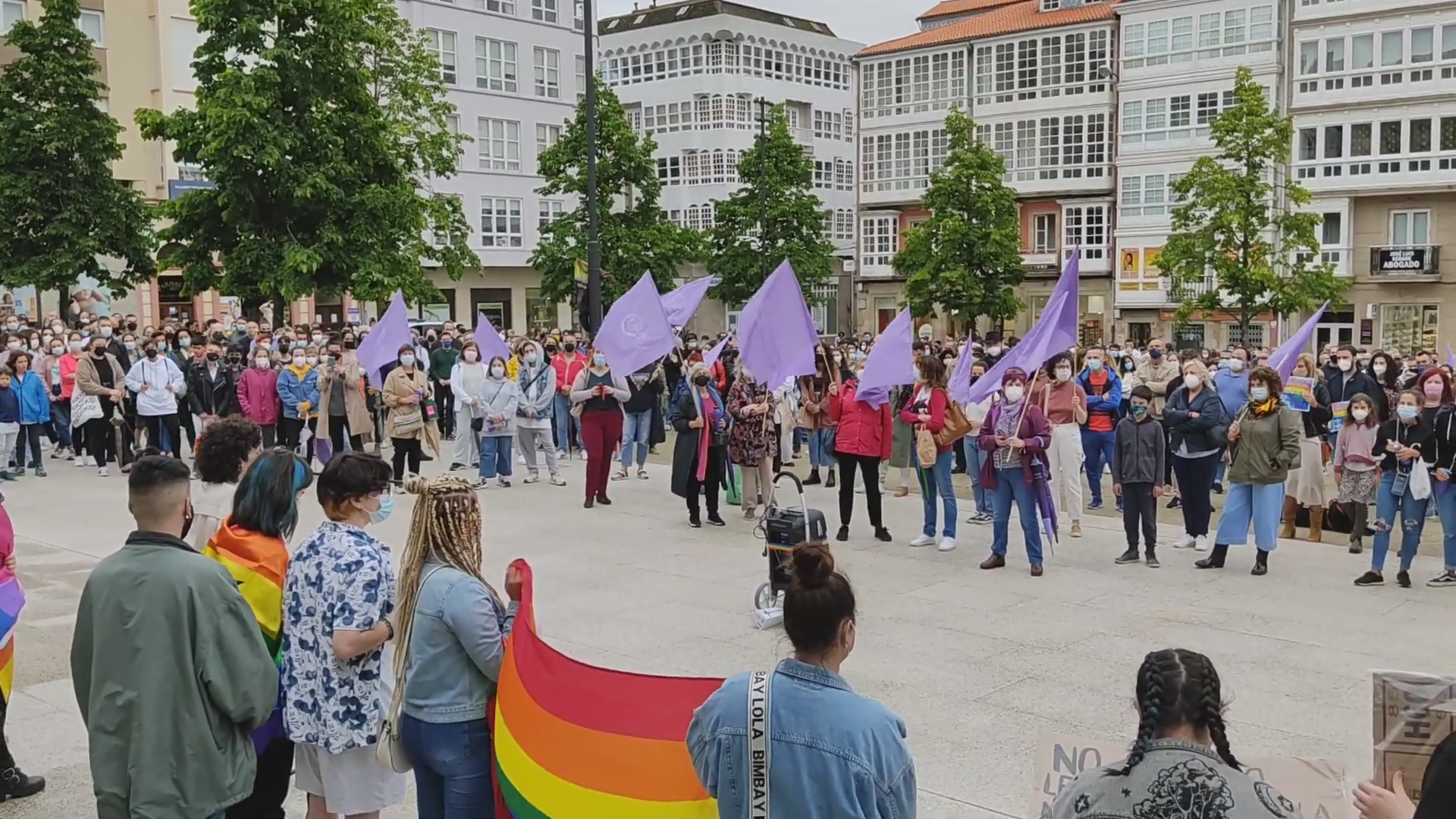
Ferrol (Galice).
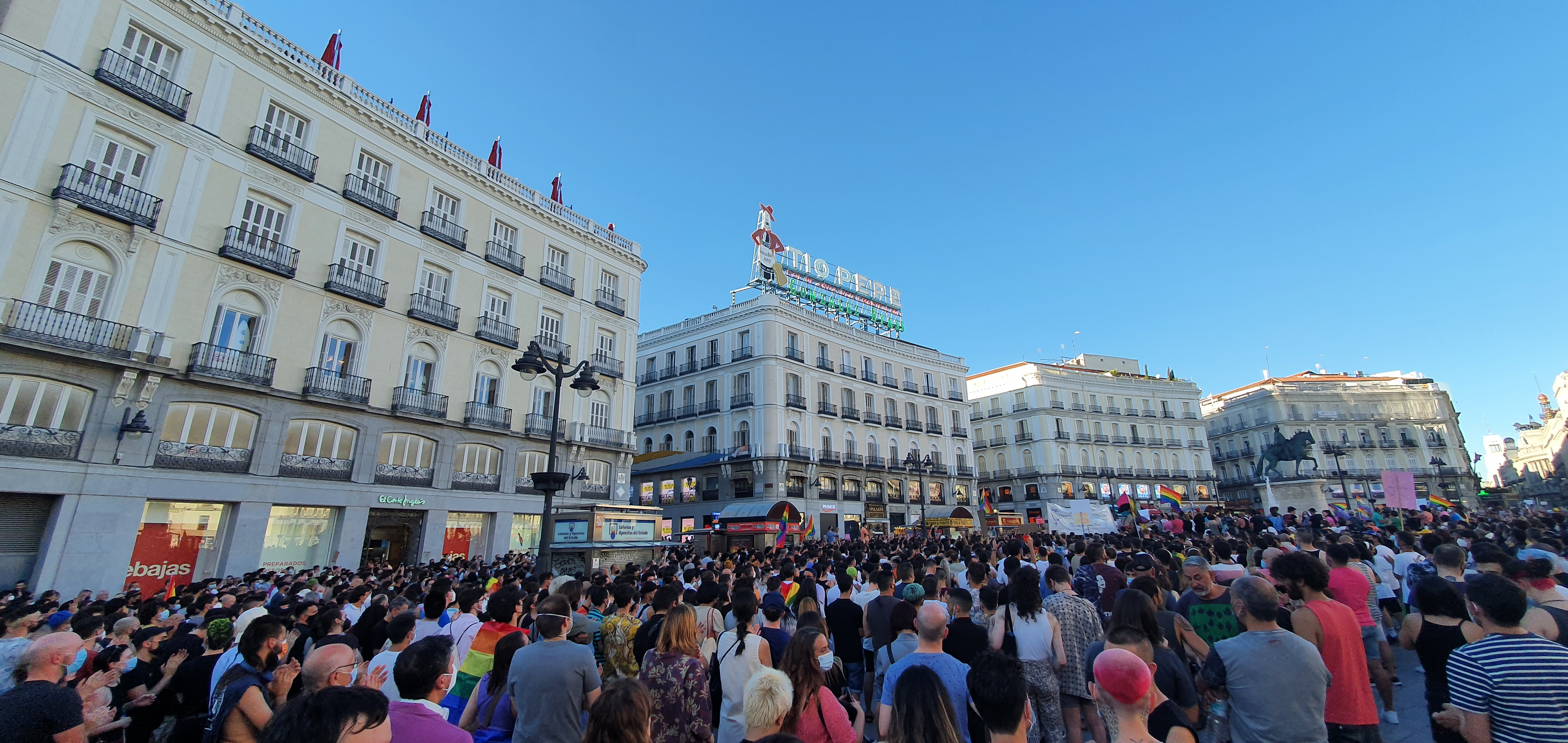
Madrid.

## Justice
Le 24 novembre 2024, trois des agresseurs sont déclarés coupables du meurtre de Samuel Luiz par l'audience provinciale de la Corogne. Un quatrième est condamné pour sa complicité. Pour l'un des condamnés, la circonstance aggravante d'homophobie est retenue. Deux agresseurs mineurs lors des faits avaient déjà été condamnés en 2023.
Le 8 janvier 2025, la justice condamne les 4 meurtriers à des peines de 10 à 24 ans de prison.

## Deux Sénégalais sans papiers venus au secours de la victime
Le 24 février 2025, deux immigrés illégaux venus du Sénégal, sans papiers donc étrangers en situation irrégulière, qui ont risqué leur vie pour protéger la victime qu'ils ne connaissaient pas (et risqué des ennuis avec la police puisque sans papiers), sont mis à l'honneur par Inès Rey en tant que maire de la ville de La Corogne  et reçoivent un titre de séjour en reconnaissance de leur héroïsme .